# Чамлык-Никольское
Чамлык-Никольское — село в Талицком сельсовете Добринского района. Названо по реке Чамлык и по Никольской церкви. Вблизи и на территории села расположены археологические памятники эпохи бронзы.

## История

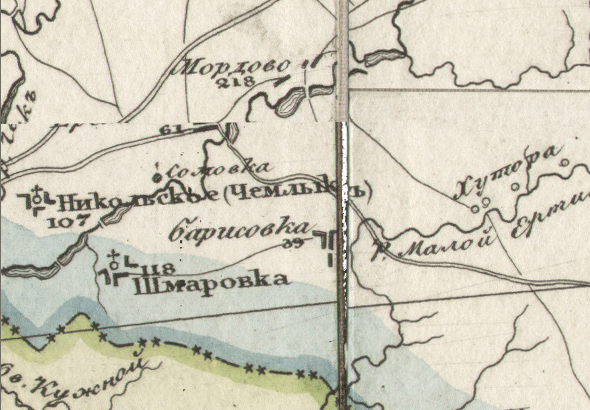
Специальная карта Западной части Российской Империи создавалась генерал-лейтенантом Шубертом Ф. Ф. в 1821—1824, XXXVII лист (Воронеж, Тамбов, Козлов, Липецк)

В 1587 г. в устье реки была основана 12-я Воронежская сторожа.
«12-я сторожа по Нагайской стороне от Дону за Воронежем на Бетюке усть Чамлыка от города проезду два днища, а по смете верст с полтораста от усть Чамлыка до верх Цны и Дачпаура проезду полтора днища, а по смете верст со сто, а переезжают сакмы, которыми сакмами ходят Заволские нагаи из Казыева улуса и азовские люди на государевы украины на Рязанские и на Рязские и на Щатцкие места; а налево проезжают от усть Чамлыка до верх Гавы, проезду днище, а по смете верст с семдесят, а переезжати сакмы которыми сакмами ходят на государевы украины воинские люди на Рязанские и на Рязские и на Шатцкие места; а посылают на те сторожи сторожей случаясь по людем, сколько будет на Воронеже людей».
В 1705 г. здесь поселились недоросли из г. Ливны. В 1739 году жители поддержали восстание Дементия Зарубина. В 1769 г. окрестности села исследовал Иоганн Антон Гюльденштендт. По сведениям за 1859, село Никольский Чамлык (Ливенщино) — проживало 1537 человек. Была церковь, мельница. В 1861 построена каменная церковь Николая Чудотворца и состоялось освящение.
В 1931 году в селе было крупное антиколхозное восстание.
Вооружались вилами, косами и даже граблями. Было решено действовать, и огромная толпа направилась в Чамлык-Никольское. Там тоже колхозники выехали в поле для покоса озимых. Увидев разъяренную толпу, активисты разбежались. Бунтари ворвались в здание сельского Совета. Беспощадно рвали документы и летний ветер разносил по селу клочки бумаг. Появились верховые, ездившие по улицам, крича: «Долой советскую власть! Долой колхозы!» . 
В 2002 году были проведены раскопки кургана срубной археологической культуры (рук. Е. Н. Мельников). В Институте антропологии Российской академии наук был воссоздан облик женщины, обнаруженной в кургане. В 2021 г. построена часовня над могилой Липецкой старицы схимонахини Михаилы (Сарычевой).

## Известные жители
- Орлов Александр Леонидович. Священномученик. Канонизирован Архиерейским Собором Русской Православной Церкви в 2000 году[14].

## Население
| 2010 |
| ---- |
| 826  |

## Объект культурного наследия
- Курганная группа (2 насыпи).  исторический памятник (региональный)[15]